# Ритик Рошан
Ритик Рошан (Бомбај, 10. јануар 1974) индијски је глумац који се појављује у боливудским филмовима. Тумачио је велики број различитих улога и познат је по својим плесним вештинама. Један је од најплаћенијих глумаца у Индији, а освојио је и велики број награда, укључујући шест Филмферових награда, четири за најбољег глумца и по једну за најбољи деби и за најбољег глумца по избору критичара. Од 2012. године, он се појавио на листи Форбс Индија 100 познатих личности захваљујући својим приходима и популарности.
Рошан је често сарађивао са својим оцем, Рашидом. Имао је кратка појављивања као дете у неколико филмова током 1980-их и касније радио као помоћник режисера на четири очева филма. Своју прву главну улогу имао је у комерцијално успешном филму Kaho Naa... Pyaar Hai (2000), за коју је освојио неколико награда. Улоге у терористичкој драми Fiza из 2000. године и мелодрами Kabhi Khushi Kabhie Gham... из 2001. године учврстиле су његову репутацију, али су биле праћене са неколико лоше критички оцењених филмова.
Научнофантастични филм Koi... Mil Gaya из 2003. године, за који је Рошан освојио две Филмферове награде, био је преломна тачка у његовој каријери; он се такође појавио у наставцима овог филма: Krrish (2006) и Krrish 3 (2013). Добио је похвале критике за тумачење лопова у авантуристичком филму Dhoom 2 из 2006. године, затим тумачећи могулског цара Акбара историјској романси Jodhaa Akbar из 2008. године, као и за улогу квадриплегичара у драми из 2010. године под називом Guzaarish. Играо је главну улогу у филму из 2011. године под називом Zindagi Na Milegi Dobara, затим у филму Agneepath (2012), потом у акционој комедији из 2014. године Bang Bang!, која представља његов филм са највише зараде, као и у биографском филму Super 30 из 2019. године.
Рошан је такође глумио у представама и дебитовао на телевизији у серији Just Dance (2011). Као судија у потоњем, он је постао најплаћенија филмска звезда на индијској телевизијској сцени. Укључен је у низ хуманитарних акција, подржава неколико брендова и производа, а лансирао је и сопствену линију одеће. Рошан је четрнаест година био у браку са Сузан Кан, са којом има двоје деце.

## Биографија

### Детињство и младост
Рошан је рођен 10. јануара 1974. године у Бомбају као дете породице из Панџабија истакнуте у Боливуду. Његов отац, филмски режисер Ракеш Рошан, син је музичког продуцента Рошанлала Награта; а Рошанова мајка, Пинки, ћерка је продуцента и режисера Џ. Ома Пракаша. Његов стриц, Раџеш, музички је композитор. Рошан има старију сестру, Сунаину, а похађао је Шкотску школу у Бомбају. Преко бабе по оцу, Рошан има бенгалско порекло. Иако Рошан практикује хиндуизам, он наводи: „Ја нисам религиозан. Не посећујем храмове. Али надам се да постоји супермоћ.”
Рошан се као дете осећао изолованим; рођен је са додатним палцем прилепљеним за његов палац на десној руци, што је довело до тога да га неки од пријатеља у школи избегавају. Муцао је од своје шесте године, што је такође изазвало проблеме у школи, па је измишљао повреде и болести како би избегао усмене тестове. Ипак, свакодневно је ишао на терапију говора тако да се стање временом побољшало.
Рошанов деда, Пракаш, први пут га је довео на снимање када је имао шест година и када је Рошан за потребе филма Aasha (1980) играо у песми Џитендре, а за шта му је Пракаш платио ₹100. Рошан је имао непризната појављивања у већем броју породичних филмова, укључујући и онај који је његов отац режирао — Aap Ke Deewane (1980). У Пракашовом филму Aas Paas (1981), он се појавио у песми Shehar Main Charcha Hai. Једина улога током тог периода у којој је имао део у ком је говорио јесте она када је имао 12 година; тумачио је Говинду, усвојеног сина главног лика, у Пракашовом филму Bhagwaan Dada (1986). Рошан је одлучио да жели да постане фул-тајм глумац, али је његов отац инсистирао да се Рошан фокусира на студије. У раним двадесетим годинама, дијагностикована му је сколиоза што га је спречило да настави да плеше и изводи акробације. У почетку разочаран, он је на крају ипак одлучио да постане глумац. Отприлике годину дана након дијагнозе, ухватила га је киша док је шетао на плажи, те је почео да џогира. Када је видео да не осећа болове, убрзао је темпо и није осетио никакво погоршање стања. Рошан овај дан сматра као „прекретницу [свог] живота”.
Рошан је похађао Сиденхем колеџ, где је учествовао у музичким и плесним фестивалима док је студирао, а дипломирао је у области трговине. Рошан је свом оцу помагао као асистент режисера на четири филма — Khudgarz (1987), King Uncle (1993), Karan Arjun (1995) и Koyla (1997) — док је у исто време брисао подове и правио чај за филмску поставу. Након завршетка смене, Рошан би имитирао сцене које је снимао Ша Рук Кан у филму Koyla и снимао самог себе како би просудио о свом глумачком таленту. Док је помагао свом оцу, похађао је часове глуме код Кишора Намита Капура.

## Каријера

### 2000–2003: Деби, успех и стагнирање
Првобитно је планирано да Рошан дебитује на екрану као главни глумац насупрот Преити Зинте у отказаном филму Шекара Капура под називом Tara Rum Pum Pum. Уместо тога, он је глумио у романтичној драми свог оца Kaho Naa... Pyaar Hai (2000) насупрот још једног дебитанта, Амише Пател. Рошан је играо дуалну улогу: тумачио је Рохита, амбициозног певача свирепо убијеног након што је био сведок убиства, а тумачио је и Раџа, Индијца који се заљубљује у лик кога тумачи Пателова. Како би се припремио за улогу, он је тренирао са глумцем Салманом Каном да би се припремио физички, а радио је и на побољшању своје дикције и узимао часове глуме, певања, плесања, мачевања и јахања. са глобалним приходима од ₹620 милиона, филм Kaho Naa... Pyaar Hai је постао индијски филм са највише зараде у 2000. години. Његов наступ био је хваљен од стране критик; Сугу Канчана из Rediff.com написао је да је Рошан „добар. Лакоћа и стил којим он плеше, исказује емоције, и бори се просто натерају човека да заборави да је ово његов деби филм... Чини се да је он перспективнији од свих недавних синова познатих звезда са којима смо се у скорије време сусрели.” For the role, Roshan received Best Male Debut and Best Actor Awards at the annual Filmfare Awards, IIFA Awards, and Zee Cine Awards. Он је био први глумац који је освојио обе Филмферове награде у истој години — и за најбољи мушки деби и за најбољег глумца. Филм је помогао Рошану да брзо постане истакнути боливудски глумац. Глумцу је живот постао тежи након овог успеха преко ноћи, посебно када је реч о времену које му је глума одузимала.
У свом другом филмском издању, крими драми Калида Мухамеда под називом Fiza, Рошан је играо Амана, невиног муслиманског дечака који постаје терориста након немира у Бомбају 1992–93. године. Roshan appeared in the film to expand his horizons as an actor. Са Каризмом Капур и Џајом Бачаном у главним улогама, филм Fiza је био солидно комерцијално успешан, а Рошан је за свој наступ освојио другу номинацију за најбољег глумца на церемонији доделе Филмферових награда. Таран Адарш из Боливуд Хунгаме хвалио је Рошана као главни адут филма, похваливши његов „говор тела, његову дикцију, експресију [и] свеукупну личност”. Рошан се потом појавио у акционој драми Видуа Винода Чопре под називом Mission Kashmir (2000) заједно са Сањом Дут, Преити Зинтом, и Џеки Шроф. Са радњом постављеном у долини Кашмир током Индо-пакистанских конфликта, филм обрађује теме попут тероризма и криминала и био је комерцијално успешан. Рошан је био привучен овом захтевном улогом младог човека трауматизованог открићем да је његов старатељ био заправо одговоран за смрт целе његове биолошке породице. Према Адаршовом мишљењу, Рошан „осветљава филм својим привлачним присуством. Његов говор тела, заједно са гестикулацијом, сигурно ће код публике изазвати одушевљење.”
Године 2001, Рошан се појавио у два филма, први режисера Субаша Гаија под називом Yaadein — романтична комедија која га је спојила са Карином Капур и поново сјединила са Шрофом. Иако се доста очекивало од њега, филм Yaadein је прошао доста лоше код критике; у часопису Хиндуу, Зија Ус Салам критиковала је режисера због тога што се ослањао на Рошанов комерцијални успех и изглед. Рошан је потом имао споредну улогу у филму Карана Џохара, мелодрами под насловом Kabhi Khushi Kabhie Gham... и то заједно са Амитавом Бачаном, Џајом Бачаном, Ша Рук Каном, Кајолом и Карином Капур. Након што је Џохар погледао последње измене пре објављивања филма Kaho Naa... Pyaar Hai, одлучио је да на кастинг позове Рошана за улогу Роана Рајчарда — млађег сина лика кога је Бачан тумачио и који планира да га споји са његовим усвојеним сином (тумачи га Кан). Филм Kabhi Khushi Kabhie Gham... завршио је као други комерцијално најуспешнији индијски филм те године, а такође и као један од најуспешнијих боливудских филмова на иностраном тржишту, зарадивши преко ₹1 милијарду у свету. Пишући за Rediff.com, Анџум Ен описује Рошана као „изненадног крадљивца сцене”, хвалећи га да се добро држао поред већ етаблираних глумаца. Рошан је за ову своју улогу номинован за Филмферову награду за најбољег споредног глумца.
У романси из 2002. године Викрама Бата под насловом Aap Mujhe Achche Lagne Lage, Рошан се поново срео на филму са Амишом Пател, али филм је комерцијално био неуспешан, као и романса Арџуна Саблока Na Tum Jaano Na Hum из исте године. Рошанова последња филмска улога те године била је у режији Јаша Раџа, и то у високобуџетном филму Mujhse Dosti Karoge!, заједно са Ранијем Мукерџијем и Карином Капур. Ова романтична драма је нашироко промовисана пре свог изласка и зарадила је доста новца у свету, али у Индији није добро прошла. У још једном комерцијално неуспешном издању, филму Main Prem Ki Diwani Hoon Сураја Барјајтје, Рошан је глумио заједно са Карином Капур по четврти пут, као и са Абишеком Бачаном. Штампа је Рошана назвала „понијем који уме да изведе само један трик” и сматрала да неуспех ових филмова треба да Рошану покаже да би требало да заврши своју каријеру.

### 2003–2008: Овижвљавање и успех овенчан наградама
Рошанова каријера почела је да се враћа набоље са улогом у филму Koi... Mil Gaya (2003). Филм, који је режирао и продуцирао његов отац, ставља у центар лика Роита Меру, младог човека ометеног у развоју, који ступа у контакт са ванземаљцем — улога која је од Рошана захтевала да добије готово 8 килограма. Рошан се радо сећа овог искуства: „Могао сам [поново] да живим своје детињство. Могао сам да једем чоколадица колико год желим. Постао сам беба и сви су се бринули о мени.” У књизи Film Sequels, Керолин Џес-Кук је подвукла сличности између овог лика и лика Фореста Гампа, кога је тумачио Том Хенкс у у истоименом филму, али је Рошан одбацио ове сличности. Критичари су имали различита мишљења када је реч о овом филму — неки од њих су у негативном тону упоредили причу филма са холивудским филмом из 1982. године под називом E.T. the Extra-Terrestrial — али су били једногласни када је реч о хваљењу Рошановог наступа. У ретроспективи из 2010. године Топ 80 иконских перформанса у Боливуду, Филмфер је навео да је „Ритикова глума сачињена од крви и меса. Једноставно само због тога што је веровао у своју улогу. Гледајте га како се смеје, плаче или како се везује за свог удаљеног вазнемаљског пријатеља и увидећете утанчане прелазе у његовом наступу.” Критичар из Rediff.com сложио се да је Рошан био „турбоџет који филм диже у висине изванредног”. Филм Koi... Mil Gaya био је најпопуларнији боливудски филм те године, зарадивши ₹800 милиона, а Рошан је освојио обе Филмферове награде и за најбољег главног глумца и за најбољег глумца по избору критичара.

Драго ми је што имам интелигенцију да разумем шта ми се догађа. Ако дозволим себи да ме погоди сав овај хајп, зауставићу свој раст као глумца и бићу проклет до краја живота. Знам да ми преостаје дуг пут пре него што ја чак и почнем да тежим једнаком успеху који има било која суперзвезда. Знам да сам добар у свом послу и сигуран сам да ћу једног дана бити проклето добар, али управо сада знам и колико могу бити лош.

—Рошан о својој позицији популарног боливудског глумца
Следеће године, Рошан је сарађивао са Амитавом Бачаном и Преити Зинтом у филму Фарана Актара под називом Lakshya (2004), фиктивној причи постављеној у 1999. годину и за време каргилског рата. Он се такође појавио и у песми Main Aisa Kyun Hoon (кореографа Прабу Деве) која се показала популарном код публике. Улога у филму донела је Рошану номинацију за најбољег глумца на додели Филмферових награда, али и на додели награде Zee Cine. Маниш Гаџар из Би-Би-Си-ја похвалио је Рошанову свестраност и његову трансформацију из безбрижног младог човека у посвећеног и одважног војника.
Рошан се није појављивао у филмовима све до 2006. године, када се појавио у три нова издања, укључујући камео улогу на крају године у романси I See You. Заједно са Насерудином Ша и Пријанком Чопром појавио се у суперхеројском филму свог оца под називом Krrish. Овај наставак филма Koi... Mil Gaya имао је Рошана у две улоге — тумачио је истоименог главног лика суперхероја и лика кога је глумио у претходном филму. Пре продукције, Рошан је путовао у Кину како би тренирао са Тонијем Чингом у вези са канапима и осталим стварима које су биле неопходне да његов лик лети. Током снимања он је задобио неколико повреда. На пример, ишчашио је колено на десној нози, сломио палац и ножни прст. Филм Krrish је постао други комерцијално најуспешнији боливудски филм у 2006. године са светском зарадом од ₹1,17 милијарди. Рошану је ова улога донела награду за најбољег глумца на додели Скрин награда 2007. године и на Интернационалном индијском филмском фестивалу. Рони Шајб из часописа Варајети сматрала је Рошана главним адутом филма, наводећи да он „извлачи необуздане апсурдности филма са знатним еланом”.
За своју улогу мистериозног лопова у филму Dhoom 2 (2006) — акционом филму са Ајшварјом Раи, Бипашом Басуом и Абишек Бачаном — Рошан је освојио своју трећу Филмферову награду за најбољег глумца. Филмски критичар Раџев Масанд назвао га је „срцем и душом филма”, и хвалио је његове вратоломије, наводећи да „он држи филм у једном комаду и чак успева да вам скрене пажњу од бројних недостатака у филму”. Пошто му је досадило да игра „доброг момка”, Рошан је био узбуђен пошто ће играти зликовца по први пут у својој каријери. Према захтевима продуцента Адитје Чопре, Рошан је смршао 12 килограма због улоге, и научио скејтбординг, сноубординг, ролерблејдинг и сендсурфинг. Са зарадом од преко ₹1,5 милијарди, филм Dhoom 2 постао је комерцијално најуспешнији индијски филм свих времена, што је била позиција коју је држао две године. У мелодрами из 2007. године Om Shanti Om, Рошан је имао камео улогу заједно са још неколико боливудских звезда.
Године 2008, Рошан је био на кастингу за филм Ашутоша Говарикера Jodhaa Akbar, делимично фиктивне приче о браку између могулског цара Џалахудина Мухамеда Акбара (играо га је Рошан) и Раџпутске принцезе Џоде Баи (играла ју је Раи). Говарикер је веровао да Рошан поседује краљевско држање и стас потребан за тумачење улоге краља. За потребе улоге, Рошан је научио да се бори мачем и да јаше коња, а такође је узимао и часове урдуа. Филм Jodhaa Akbar зарадио је ₹1,12 милијарди широм света. Рошан је за своју улогу освојио четврту Филмферову награду за најбољег главног глумца, али и своју прву интернационалну награду – за најбољег глумца на Интернационалном филмском фестивалу Голден Минбар у Казању у Русији. Рошан је углавном добио позитивне критике за своју глуму у филму. Раџа Сен из Rediff.com сматрала је да Рошан „веома добро глуми Акбара. Постоје тренуци када се његова флексија чини превише модерном, али глумац даје све од себе, упуштајући се у кожу лика на прави начин.” Рошан је 2008. годину завршио појављивањем у популарном филму Krazzy 4.

### 2009–2012: Критичко одобравање
Након мале улоге у филму Зоје Актара Luck by Chance из 2009. године, Рошан је снимио песму Kites in the Sky за романтични трилер Kites (2010). У филму, који јер продуцирао његов отац, он је глумио преваранта који се у Лас Вегасу због новца венчао са 11 жена како би оне добиле зелени картон. Филм Kites је био изуетно успешан и постао први боливудски филм који се у Северној Америци нашао у топ 10 најуспешнијих филмова. Ипак, филм је на крају комерцијално лоше прошао у Индији и добио негативне критике. Вебсајт Бокс офис Индија је овај неуспех приписао вишејезичним дијалозима у филму. У рецензији за Rediff.com, Метју Скринбергер сматра да Рошан „претерује са глумом. Много. У филму Kites, он одлично глуми у неколико сцена, али је лош у знатно више њих, поготово у катастрофалном завршетку.”
Рошан је потом сарађивао са режисером Санџејом Лилом Бансалијем у драми Guzaarish (2010) у којој је имао улогу Итана Маскаренаса, бившег мађионичара који пати од квадриплегије, а који, након дугогодишње патње, потписује молбу за еутаназију. Рошан је имао неких резервација према улози, али је прихавтио након што је прочитао филмску причу. Како би боље разумео своју улогу, он је комуницирао и био у контакту са параплегичним пацијентима. Према његовим речима, „Имао сам обичај да проводим и по шест сати са пацијентима. У почетку једном недељно, потом једном месечно. Хтео сам да разумем кроз шта пролазе, о чему размишљају, које су њихове потребе. Научили су ме много тога.” Такође је тренирао и са украјинским мађионичарем како би изводио магичне трикове у филму, а и угојио се за потребе улоге. Филм није био комерцијално успешан, али су критичари позитивно оценили Рошанов наступ. Писац за Зи њуз (енгл. Zee News) похвалио је хемију између Рошана и Раијеве, додајући да они „руше боливудски калуп стереотипа”. Рошан је за своју улогу у овом филму освојио награду Zee Cine по избору критичара, а номинован је за Филмферову награду за најбољег глумца, за награду на Интернационалном индијском филмском фестивалу, као и за награду Zee Cine за најбољег глумца.
Године 2011, Рошан се појавио у драмедији Зоје Актара Zindagi Na Milegi Dobara заједно са Абхејом Деолом и Фараном Актаром као три нежење који крећу на пут како би превазишли своје несигурности. Зоја је кастовао Рошана за улогу напетог воркохолика, пошто га је сматрао својим омиљеним глумцем. За саундтрек филма, Рошан је снимио песму Señorita заједно са колегиницом Маријом дел Мар Фернандез. Филм Zindagi Na Milegi Dobara је добио добре критике, а Рошан је похваљен за своју глуму. Раџив Масанд је написао: „Ритик Рошан још једном показује стварну дубину свог лика, износећи улогу на спектакуларан начин. Он је стидљив и суздржан, а потом се препушта са таквим интензитетом да вас просто натера на унутрашње путовање са његовим ликом.” Филм је широм света зарадио преко Шаблон:INRConvert и постао први комерцијално успешан Рошанов филм у последње три године. За своју улогу је номинован за још једну Филмферову награду за најбољег глумца. Касније те године, имао је специјално појављивање у Фарановом филму Don 2.
Једино Рошаново појавиљивање на филму током 2012. године било је у филму Карана Малотре под називом Agneepath, римејку истоименог филма из 1990. године. Поред њега, у главним улогама нашли су се Риши Капур, Сања Дут и Пријанка Чопра, а Рошан је тумачио Виџеја Динаната Чауана (оригинално га је играо Амитав Бачан), обичног човека који тражи освету против бескрупулозног човека кога оптужује за убиство свога оца. Рошан је иницијално био скептичан да преузме улогу коју је раније Бачан тумачио, и сматрао да је улога тешка за одглумити. Није гледао оригинални филм као инспирацију, пошто је своју улогу сматрао тотално другачијом. У једном од неколико незгода које су се десиле током снимања, Рошан је повредио кичму. Он је филм Agneepath сматрао „најтежим [пројектом] који је икада радио у свом животу” због исцрпљености коју је осећао током самог снимања. Филм је оборио рекорде током прве вечери приказивања, а широм света зарадио је преко ₹1,93 милијарди. Рецензент за Firstpost сматра да Рошан „уноси ватру и душу у филм Agneepath”. Глумац је за ову угогу освојио још једну Филмферову награду и трећу награду Stardust за најбољег глумца у драми, а претходне две освојио је за филмове Guzaarish и Zindagi Na Milegi Dobara.

### 2013–данас:Krrish 3и надаље
Рошан се појавио у трећем наставку Krrish франшизе — Krrish 3 (2013) у ком су такође глумили Пријанка Чопра, Вивек Оберои и Кангана Ранаут. Током снимања, Рошан се повредио када је пао, што је резултирало повредом леђа. Критичари сматрају да је филм забаван али да му недостаје оригиналности, али је Рошанов наступ ипак добио бројне похвале. Уредник Комал Ната похвалио је Рошана због играња три различите улоге у филму, а глумац је за овај филм добио своју једанаесту номинацију за Филмферову награду за најбољег глумца. Филм Krrish 3 зарадио је ₹2,91 милијарди широм света, што га чини једним од комерцијално најуспешнијих индијских филмова свих времена.
Рошан је освојио своју четврту узастопну номинацију за Филмферову награду за најбољег глумца за своју улогу у комедији из 2014. године под називом Bang Bang!, римејку холивудског филма из 2010. године Knight and Day, а ово је уједно био један од најскупљих боливудских филмова. Играјући улогу ексцентричног тајног агента који покушава да ухвати терористе, Рошан је постао први глумац који је самостално изводио каскадерске сцене на флајбордингу. Док је снимао филм на Тајланду, Рошан је задобио повреду главе током каскадерског инцидента и био је подвргнут операцији мозга како би му ублажили субдурални хематом. Критичар Моар Басу навео је да је Рошан био „савршен” и „да је лагано одиграо свој део”. Филм је зарадио ₹3,4 милијарде на глобалном нивоу, што га чини једним од комерцијално најуспешнијих индијских филмова.
За улогу фармера који путује у Мохењо-даро у филму Ашутоша Говарикера из 2016. године под називом Mohenjo Daro (2016), Рошан је добио накнаду од ₹500 милиона, што је била рекордна исплата за једног индијског глумца. Он је за потребе улога прошао тромесечни тренинг како би достигао „гипку” и „агилну” фигуру неопходну за своју улогу. Иако је филм био увелико очекиван, није био комерцијално успешан и критичари су га углавном негативно оценили. Одбацујући квалитет филма као „ненамерну комедију”, Анупама Чопра је написао да Рошан „уноси душу у сваку сцену. Али терет ношења ове улоге показује се превеликим чак и за Херкулова леђа”. Рошан је потом заједно са Јамијем Гаутаном глумио у филму Сање Гупте под називом Kaabil (2017), романтичном трилеру о слепом човеку који се освећује због силовања своје слепе жене. Како би осигурао аутентичност свог наступа, Рошан се на четири дана закључао у своју собу како би избегао контакт са људима. Критичари су генерално позитивно оценили филм и похвалили су Рошанов наступ. Мина Ијер из The Times of India сматра да је његов перформанс био најбољи у последњем периоду, а Шубра Гупта из Индијан Експреса сматрала га је „једином светлом тачком у овом потиштеном нереду од филма”. Филм је зарадио ₹1,96 милијарди широм света.
Рошан је наступао у позоришним представама, појављивао се на телевизији, а лансирао је и своју линију одеће. Његова прва тура (Heartthrobs: Уживо на концерту (2002) са Карином Капур, Карисмом Капур, Арџуном Рампалом и Афтабом Шивдансанијем) прошла је добро у Сједињеним Државама и Канади. Крајем те године, он је плесао на сцени заједно са Амитавом Бачаном, Сањом Дут, Карином Капур, Ранијем Мукерјием и Ша Рук Каном на стадиону Краљевски парк у Дурбану у Јужној Африци у емисији Now or Never. Године 2011, Рошан је заједно са Фарахом Каном и Ваибавијем Мерчантом био судија у плесном такмичењу Just Dance. Пошто је за сваку епизоду добио Шаблон:INRConvert, постао је најплаћенија индијска телевизијска личност. Шоу програм се приказивао од јуна до октобра 2011. године. Новембра 2013. године, Рошан је лансирао своју линију одеће, линију свакодневне одеће под називом HRx.

## Други рад
Рошан је наступао у позоришним представама, појављивао се на телевизији, а лансирао је и своју линију одеће. Његова прва тура (Heartthrobs: Уживо на концерту (2002) са Карином Капур, Карисмом Капур, Арџуном Рампалом и Афтабом Шивдансанијем) прошла је добро у Сједињеним Државама и Канади. Крајем те године, он је плесао на сцени заједно са Амитавом Бачаном, Сањом Дут, Карином Капур, Ранијем Мукерјием и Ша Рук Каном на стадиону Краљевски парк у Дурбану у Јужној Африци у емисији Now or Never. Године 2011, Рошан је заједно са Фарахом Каном и Ваибавијем Мерчантом био судија у плесном такмичењу Just Dance. Пошто је за сваку епизоду добио ₹20 милиона, постао је најплаћенија индијска телевизијска личност. Шоу програм се приказивао од јуна до октобра 2011. године. Новембра 2013. године, Рошан је лансирао своју линију одеће, линију свакодневне одеће под називом HRx.

Рошан је отворено говорио о својим проблемима са муцањем које је имао током детињства. Он активно подржава Специјалну школу Дилкуш за ментално оболеллу децу у Мумбају. Године 2008, он је донирао ₹2 милиона болници Нанавати за лечење деце која муцају. Рошан је 2009. године основао фондацију која за циљ има рад са хендикепираним људима. Такође, донира око ₹700 хиљада у добротворне сврхе сваког месеца, и верује да људи треба да објављују свој филантропски рад како би ширили свест и представљали пример другима. Године 2013, учествовао је на свечаности у Гаткопару, а приходи од догађаја ишли су невладиној организацији која подржава девојке из племена које пате од неухрањености и глади. Те године је такође донирао ₹2,5 милиона као помоћ жртвама поплава на Северу Индије.
Заједно са другим боливудским звездама, Рошан је учествовао у добротворном фудбалском мечу који је организовала ћерка Амира Кана, Ира, 2014. године. Следеће године, појавио се са Сонам Капур у музичком видео снимку за песму Dheere Dheere, чија је зарада донирана у добротворне сврхе. Касније те годиен, Рошан је постао индијски бренд амбасадор Уницефа и светске кампање за глобалне циљеве која тежи да образује децу у преко сто земаља о циљевима одрживог развоја. Године 2016, Рошан је заједно са другим боливудским глумцима донирао средства за изградњу домова за породице погођене поплавама на југу земље током 2015. године.
Након свог дебија на филму, Рошан је потписао уговоре са Кока колом, Тамариндом и Хиро Хондом, сваки на три године и на минимум ₹30 милиона. Од 2010. године, он је јавна личност која подржава брендове и производе попут Провога, Парл Хајда и Сика, Рилајанс комуникација и Хиро Хонде, а недавно је истекао његов шестогодишњи уговор са Радом.The Times of India наводи да је Рошан примио од ₹12 милиона до ₹15 милиона за сваку подршку бренду, што га чини једним од најплаћенијих мушких звезда. Године 2016, Duff & Phelps су проценили да његов бренд вреди $ 34,1 милиона, што га ставља на осмо место на листи свих индијских познатих личности. Године 2017, Рошан је постао бренд амбасадор Велнес и здравственог стартапа Cure.fit и ова сарадња рекламирана је као један од највећих уговора које је потписао неки индијски стартап.

## Приватан живот
Дана 20. децембра 2000. године, Рошан се оженио Сузан Кан на приватној церемонији у Бангалору. Упркос међусобним разликама у религиозности — Рошан је хинду а Канова је муслиманка — Рошан је навео да једнако поштује њена уверења. Пар има два сина, Рехана (рођен 2006. године) и Ридана (рођен 2008. године). Растали су се децембра 2013. године а развод је био окончан новембра 2014. године.
Рошан и Сузан тврде да су се растали пријатељски. Године 2016, он је поднео тужбу против своје колегинице Кангане Ранаут из филма Krrish 3, оптужујући је за сајбер-стокинг и узнемиравање. Одбацујући оптужбе, Ранаутова је поднела контра-тужбу против Рошана, тврдећи да је његова тужба заправо била покушај да заташка њихову аферу. Због недостатка доказа, мумбајска полиција је затворила случај касније те године.
Рошан је размишљао да напусти филмску индустрију након што су током 2000. године двојица нападача пуцала на његовог оца. Касније те године, током децембра, он је био део контраверзне приче, када су га непалске новине оптужиле да је у интервјуу за Стар плус (енгл. Star Plus) навео да мрзи Непал и његове људе. Ово је довело до протеста у земљи и забране приказивања његових филмова на непалским телевизијама, а четири особе су преминуле као резултат насиља на улицама. Непалци су претили да ће га „сахранити живог” уколико икада крочи у њихову земљу. Стар плус је у своју одбрану навео да се Рошан „никада није дотакао Непала”. Насиље на улицама смирило се када је Рошан написао двострани одговор у ком је негирао да је изјавио било шта против те земље. Непалска глумица Маниша Коирала је помогла да се овај одговор дистрибуира у новине и локалне телевизијске станице.

## Имиџ у медијима
Као син филмског режисера Ракеша, Рошан се сусрео са медијима још од малих ногу. Дискутујући о непотизму у Боливуду, Шама Рана види Рошана као једног од неколико глумаца који су своју филмску каријеру изградили уз помоћ породичних веза у индустрији. Са друге стране, Рошан је у медијима признат и хваљен као један од најталентованијих индијских глумаца своје генерације, управо због свог рада и своје способности да се квалитетно посвети свакој улози. Инсистира на томе да научи све потребне вештине како би све каскадерске сцене изводио сам, а посебно је познат по свом професионализму. Режисер Ашутош Говарикер похвалио је Рошана када је наставио са снимањем филма Mohenjo Daro упркос томе што се неколико пута повредио и имао психичких проблема. Зоја Актар, која Рошана сматра својим омиљеним глумцем, и која је режирала филм Zindagi Na Milegi Dobara у ком је Рошан глумио, ставља акценат на његову способност да прикаже низ различитих емоција на екрану.

Рошан намерно стално узима различите улоге, трудећи се да не буде тајпкестован. На сценарије гледа као на платформу која има за циљ да инспирише и охрабри ликове и наведе публику на осмех. Рошан је хваљен од стране критике због своје разноврсности у портретисању различитих ликова у филмовима попут Koi... Mil Gaya (2003), Lakshya (2004), Jodhaa Akbar (2008), и Guzaarish (2010). Бокс офис Индија ставила га је на прво место своје листе најбољих глумаца 2000. године, а на истој листи се нашао и у 2003, 2004, 2006. и 2007. години. Рошан се нашао и на врху листе Rediff.com најбољих боливудских глумаца 2003. године, а на истој листи је 2006. године заузео 4. место. Филмфер магазин је два његова перформанса — у филмовима Koi... Mil Gaya и Lakshya — уврстио на своју листу 80 иконских перформанса из 2010. године. Марта 2011. године, Рошан се нашао на четвртом месту Редифове листе топ 10 глумаца за период 2000–2010. године. Рошан је од медија добио похвале и због својих плесних способности, са чим се он баш и не слаже. Лос Анђелес тајмс (енгл. Los Angeles Times) сматра да је Рошан „сензационални плесач” који има „жустар, одсечнан изглед, попут неког идола матинеа из немих филмова”. Неки критичари такође верују да је он у стању да плеше само у филмовима свог оца. Често је критикована његова склоност према „гламурозним, мада празним улогама” који се прилагођавају карактерним стереотипима. Рошанов успех забележен је у низу интервјуа и чланака од стране енглеског новинара Фуада Омара. У својој књизи, Боливуд: Индсајдерски водич (енгл. Bollywood: An Insider's Guide), Омар је критиковао лакомислено опхођење медија према Рошану који су га прогласили новом суперзвездом у једном тренутку, а већ у следећем најављивали крај његове каријере.
Рошан спада у ред најплаћенијих боливудских глумаца. У чланку из 2014. године у часопису Daily News and Analysis он се наводи као „најбогатија звезда” у Боливуду. Као једна од најистакнутијих индијских јавних личности, он се нашао на другом месту Форбсове листе најмоћнијих Индијаца 2001. године. На Филмферовој листи моћних из 2007. године заузео је четврто место. У анкети из 2009. године коју је спровео часопис Daily News and Analysis Рошан је изгласан за једну од најпопуларнијих индијских икона. На додели награда Интернационалне индијске филмске академије 2009. године, Рошан је био један од 10 особа које су примиле награду за најмоћнијег боливудског забављача током 2000-их. У периоду 2012–2018. године, Рошан се нашао на листи Форбс Индија 100 јавних личности на основу свог прихода и популарности, где је заузео 9. место 2014. године са годишњим приходом од ₹850 милиона.
Рошан се у Индији етаблирао као секс симбол и модна икона. Године 2006, Рошан је био једна од четири боливудске звезде, заједно са Пријанком Чопром, Кајолом и Ша Рук Каном, чије су минијатурне лутке почеле да се продају у Уједињеном Краљевству, под називом „Боливудске легенде”. Рошан се нашао на врху листе Тајмс ов Индија 50 најпожељнијих мушкараца у 2010. години, а на истој листи је наредих пет година био у првих пет. У 2010. и 2012. години, индијска едиција GQ-а уврстила га је у своју листу најбоље одевених индијских мушкараца. Јануара 2011. године, у лондонском музеју Мадам Тусо постављена је његова воштана фигура у природној величини, што га чини петим индијским глумцем који је добио своју фигуру у овом музеју. Верзије воштане фигуре постављене су и у музеје у Њујорку, Вашингтону и другим градовима широм света. Рошан се редовно појављује на листи 50 најсексипилнијих Азијата Истерн Аја (енгл. Eastern Eye). На врху ове листе био је 2011, 2012. и 2014. године, а у првих пет се појавио у 2010, 2013. и од 2015. до 2018. године.

## Филмографија

### Филмови
| Филмови који још увек нису објављени | Означава филмове који још увек нису објављени |

| Aasha                       | 1980 | Неименовано                       | Џ. Ом Пракаш        | Непризнато појављивање у песми Jaane Hum Sadak Ke Logon                             | \|-                     | Aap Ke Deewane | 1980 | Млади Рахим | Сурендра Моан | Непризнато појављивање | \|- | Aas Paas | 1981 | Неименовано | Џ. Ом Пракаш | Непризнато појављивање у песми Shehar Main Charchi Hai | \|- | Aasra Pyaar Da | 1983 | Непознато | Џ. Ом Пракас | Панџаби филм Непризнато појављивање | [ 201 ] |
| Bhagwaan Dada               | 1986 | Говинда                           | Џ. Ом Пракаш        |                                                                                     | [ 202 ]                 |                |      |             |               |                        |     |          |      |             |              |                                                        |     |                |      |           |              |                                     |         |
| Khudgarz                    | 1987 | —                                 | Ракеш Рошан         | Помоћник режисера                                                                   | [ 2 ]                   |                |      |             |               |                        |     |          |      |             |              |                                                        |     |                |      |           |              |                                     |         |
| King Uncle                  | 1993 | —                                 | Ракеш Рошан         | Помоћник режисера                                                                   | [ 2 ]                   |                |      |             |               |                        |     |          |      |             |              |                                                        |     |                |      |           |              |                                     |         |
| Karan Arjun                 | 1995 | —                                 | Ракеш Рошан         | Помоћник режисера                                                                   | [ 203 ]                 |                |      |             |               |                        |     |          |      |             |              |                                                        |     |                |      |           |              |                                     |         |
| Koyla                       | 1997 | —                                 | Ракеш Рошан         | Помоћник режисера                                                                   | [ 203 ]                 |                |      |             |               |                        |     |          |      |             |              |                                                        |     |                |      |           |              |                                     |         |
| Kaho Naa... Pyaar Hai       | 2000 | Роит/Раџ Чопра[I]                 | Ракеш Рошан         | Филмфер награда за најбољег глумца Филмферова награда за најбољи мушки филмски деби | [ 204 ] [ 205 ]         |                |      |             |               |                        |     |          |      |             |              |                                                        |     |                |      |           |              |                                     |         |
| Fiza                        | 2000 | Amaan Ikramullah                  | Khalid Mohamed      | Nominated—Филмфер награда за најбољег глумца                                        | [ 206 ] [ 207 ]         |                |      |             |               |                        |     |          |      |             |              |                                                        |     |                |      |           |              |                                     |         |
| Mission Kashmir             | 2000 | Алтаф Кан                         | Виду Винод Чопра    |                                                                                     | [ 208 ]                 |                |      |             |               |                        |     |          |      |             |              |                                                        |     |                |      |           |              |                                     |         |
| Yaadein                     | 2001 | Ронит Малотра                     | Субаш Гаи           |                                                                                     | [ 209 ]                 |                |      |             |               |                        |     |          |      |             |              |                                                        |     |                |      |           |              |                                     |         |
| Kabhi Khushi Kabhie Gham... | 2001 | Роан Раичард                      | Каран Џоар          | Номинација — Filmfare Award for Best Supporting Actor                               | [ 210 ] [ 211 ]         |                |      |             |               |                        |     |          |      |             |              |                                                        |     |                |      |           |              |                                     |         |
| Aap Mujhe Achche Lagne Lage | 2002 | Роит                              | Викрам Бат          |                                                                                     | [ 212 ]                 |                |      |             |               |                        |     |          |      |             |              |                                                        |     |                |      |           |              |                                     |         |
| Na Tum Jaano Na Hum         | 2002 | Раул Шарма                        | Арџун Саблок        |                                                                                     | [ 213 ]                 |                |      |             |               |                        |     |          |      |             |              |                                                        |     |                |      |           |              |                                     |         |
| Mujhse Dosti Karoge!        | 2002 | Раџ Кана                          | Кунал Коли          |                                                                                     | [ 214 ]                 |                |      |             |               |                        |     |          |      |             |              |                                                        |     |                |      |           |              |                                     |         |
| Main Prem Ki Diwani Hoon    | 2003 | Прем Кишен Матур                  | Сурај Барјатја      |                                                                                     | [ 215 ]                 |                |      |             |               |                        |     |          |      |             |              |                                                        |     |                |      |           |              |                                     |         |
| Koi... Mil Gaya             | 2003 | Роит Мера                         | Ракеш Рошан         | Филмфер награда за најбољег глумца Filmfare Critics Award for Best Actor            | [ 216 ] [ 217 ]         |                |      |             |               |                        |     |          |      |             |              |                                                        |     |                |      |           |              |                                     |         |
| Lakshya                     | 2004 | Каран Шергил                      | Фаран Актар         | Номинација — Филмфер награда за најбољег глумца                                     | [ 218 ] [ 219 ]         |                |      |             |               |                        |     |          |      |             |              |                                                        |     |                |      |           |              |                                     |         |
| Krrish                      | 2006 | Кришна Мера / Криш & Роит Мера[I] | Ракеш Рошан         | Номинација — Филмфер награда за најбољег глумца                                     | [ 220 ] [ 221 ]         |                |      |             |               |                        |     |          |      |             |              |                                                        |     |                |      |           |              |                                     |         |
| Dhoom 2                     | 2006 | Арјан/Гдин А                      | Сања Гадви          | Филмфер награда за најбољег глумца                                                  | [ 222 ] [ 223 ]         |                |      |             |               |                        |     |          |      |             |              |                                                        |     |                |      |           |              |                                     |         |
| I See You                   | 2006 | Непознато                         | Вивек Аргвал        | Специјално појављивање у песми Subah Subah                                          | [ 224 ]                 |                |      |             |               |                        |     |          |      |             |              |                                                        |     |                |      |           |              |                                     |         |
| Om Shanti Om                | 2007 | Самог себе                        | Фарах Кан           | Специјално појављивање                                                              | [ 225 ]                 |                |      |             |               |                        |     |          |      |             |              |                                                        |     |                |      |           |              |                                     |         |
| Jodhaa Akbar                | 2008 | Џалахудин Мухамед Акбар           | Ашутош Говарикер    | Филмфер награда за најбољег глумца                                                  | [ 226 ] [ 227 ]         |                |      |             |               |                        |     |          |      |             |              |                                                        |     |                |      |           |              |                                     |         |
| Krazzy 4                    | 2008 | Непознато                         | Џаидеп Сен          | Special appearance in song "Krazzy 4"                                               | [ 228 ]                 |                |      |             |               |                        |     |          |      |             |              |                                                        |     |                |      |           |              |                                     |         |
| Luck by Chance              | 2009 | Али Зафар Кан                     | Зоја Актар          |                                                                                     | [ 229 ]                 |                |      |             |               |                        |     |          |      |             |              |                                                        |     |                |      |           |              |                                     |         |
| Kites                       | 2010 | Џаи Синганиа                      | Анураг Басу         | Такође и плејбек певач на песми Kites in the Sky                                    | [ 230 ] [ 231 ]         |                |      |             |               |                        |     |          |      |             |              |                                                        |     |                |      |           |              |                                     |         |
| Guzaarish                   | 2010 | Итан Маскаренас                   | Санџеј Лила Бансали | Номинација — Филмфер награда за најбољег глумца                                     | [ 77 ] [ 232 ] [ 233 ]  |                |      |             |               |                        |     |          |      |             |              |                                                        |     |                |      |           |              |                                     |         |
| Zindagi Na Milegi Dobara    | 2011 | Арјун Салуџа                      | Зоја Актар          | Номинација — Филмфер награда за најбољег глумца                                     | [ 234 ] [ 235 ] [ 236 ] |                |      |             |               |                        |     |          |      |             |              |                                                        |     |                |      |           |              |                                     |         |
| Don 2                       | 2011 | Дон                               | Фаран Актар         | Специјално појављивање                                                              | [ 237 ]                 |                |      |             |               |                        |     |          |      |             |              |                                                        |     |                |      |           |              |                                     |         |
| Agneepath                   | 2012 | Виџеј Динанат Чоан                | Каран Малотра       | Номинација — Филмфер награда за најбољег глумца                                     | [ 238 ] [ 239 ]         |                |      |             |               |                        |     |          |      |             |              |                                                        |     |                |      |           |              |                                     |         |
| Main Krishna Hoon           | 2013 | Самог себе                        | Раџив Руја          | Камео улога                                                                         | [ 240 ]                 |                |      |             |               |                        |     |          |      |             |              |                                                        |     |                |      |           |              |                                     |         |
| Krrish 3                    | 2013 | Кришна Мера / Криш & Роит Мера[I] | Ракеш Рошан         | Номинација — Филмфер награда за најбољег глумца                                     | [ 241 ] [ 242 ]         |                |      |             |               |                        |     |          |      |             |              |                                                        |     |                |      |           |              |                                     |         |
| Bang Bang!                  | 2014 | Раџвир Нанда/Џаи Нанда            | Сидарда Ананд       | Номинација — Филмфер награда за најбољег глумца                                     | [ 243 ] [ 244 ]         |                |      |             |               |                        |     |          |      |             |              |                                                        |     |                |      |           |              |                                     |         |
| Hey Bro                     | 2015 | Самог себе                        | Аџеј Чандок         | Специјално појављивање у песми Birju                                                | [ 245 ]                 |                |      |             |               |                        |     |          |      |             |              |                                                        |     |                |      |           |              |                                     |         |
| Mohenjo Daro                | 2016 | Сарман                            | Ашутош Говарикер    |                                                                                     | [ 246 ]                 |                |      |             |               |                        |     |          |      |             |              |                                                        |     |                |      |           |              |                                     |         |
| Kaabil                      | 2017 | Роан Батнагар                     | Сања Гупта          | Номинација — Филмфер награда за најбољег глумца                                     | [ 247 ]                 |                |      |             |               |                        |     |          |      |             |              |                                                        |     |                |      |           |              |                                     |         |
| Hrudayantar                 | 2017 | Самог себе                        | Викрам Фандис       | Марати филм Камео улога                                                             | [ 248 ]                 |                |      |             |               |                        |     |          |      |             |              |                                                        |     |                |      |           |              |                                     |         |
| Super 30                    | 2019 | Ананд Кумар                       | Викас Бал           | Такође и плејбек певач на песми Question Mark                                       | [ 249 ]                 |                |      |             |               |                        |     |          |      |             |              |                                                        |     |                |      |           |              |                                     |         |
| War                         | 2019 | Кабир Ананд                       | Сидарт Ананд        |                                                                                     | [ 250 ]                 |                |      |             |               |                        |     |          |      |             |              |                                                        |     |                |      |           |              |                                     |         |

### Телевизија
| Наслов                               | Год. | Улога      | Креатор(и)       | Режисер(и)      | Напомене                  | Реф.    |
| ------------------------------------ | ---- | ---------- | ---------------- | --------------- | ------------------------- | ------- |
| The World History of Organized Crime | 2001 | Самог себе | Тауерс продакшон | Скот Александер | Телевизијски документарац | [ 251 ] |
| Just Dance                           | 2011 | Судија     | SOL              | Ашим Сен        | Ријалити шоу              | [ 252 ] |

### Појављивања у музичким видео снимцима
| Наслов        | Год. | Улога     | Извођач(и)        | Албум | Реф.    |
| ------------- | ---- | --------- | ----------------- | ----- | ------- |
| Dheere Dheere | 2015 | Непознато | Yo Yo Honey Singh | —     | [ 253 ] |
| Ae Raju       | 2016 | Непознато | 6 Pack Band       | —     | [ 254 ] |

## Награде и номинације

### Филмферова награда
| Год. | Категорија                         | Филм                     | Резултат   |
| ---- | ---------------------------------- | ------------------------ | ---------- |
| 2001 | Најбољи мушки деби                 | Kaho Naa... Pyaar Hai    | Освојено   |
| 2001 | Најбољи глумац                     | Kaho Naa... Pyaar Hai    | Освојено   |
| 2001 | Најбољи глумац                     | Fiza                     | Номинација |
| 2004 | Најбољи глумац                     | Koi... Mil Gaya          | Освојено   |
| 2004 | Најбољи глумац по избору критичара | Koi... Mil Gaya          | Освојено   |
| 2005 | Најбољи глумац                     | Lakshya                  | Номинација |
| 2007 | Најбољи глумац                     | Krrish                   | Номинација |
| 2007 | Најбољи глумац                     | Dhoom 2                  | Освојено   |
| 2009 | Најбољи глумац                     | Jodhaa Akbar             | Освојено   |
| 2011 | Најбољи глумац                     | Guzaarish                | Номинација |
| 2012 | Најбољи глумац                     | Zindagi Na Milegi Dobara | Номинација |
| 2013 | Најбољи глумац                     | Agneepath                | Номинација |
| 2014 | Најбољи глумац                     | Krrish 3                 | Номинација |
| 2015 | Најбољи глумац                     | Bang Bang!               | Номинација |
| 2018 | Најбољи глумац                     | Kaabil                   | Номинација |

### Награда Интернационалне индијске филмске академије
| Год. | Категорија                                                                 | Филм                  |
| ---- | -------------------------------------------------------------------------- | --------------------- |
| 2001 | Најбољи мушки деби                                                         | Kaho Naa... Pyaar Hai |
| 2001 | Најбољи глумац                                                             | Kaho Naa... Pyaar Hai |
| 2001 | Личност године                                                             | Kaho Naa... Pyaar Hai |
| 2004 | Најбољи глумца                                                             | Koi... Mil Gaya       |
| 2005 | Стилска икона године                                                       | Lakshya               |
| 2007 | Најбољи глумац                                                             | Krrish                |
| 2007 | Награда Интернационалне индијске филмске академије за гламурозну звезду    | Dhoom 2               |
| 2009 | Награда Интернационалне индијске филмске академије за најбољег глумца      | Jodhaa Akbar          |
| 2009 | Награда Интернационалне индијске филмске академије за стилску икону године | Luck by Chance        |

### Награда Скрин
| Год. | Категорија                  | Филм                                 |
| ---- | --------------------------- | ------------------------------------ |
| 2001 | Најбољи мушки новајлија     | Kaho Naa... Pyaar Hai                |
| 2001 | Најбољи глумац              | Kaho Naa... Pyaar Hai                |
| 2004 | Најбољи глумац              | Koi... Mil Gaya                      |
| 2007 | Најбољи глумац              | Krrish                               |
| 2009 | Најбољи глумац              | Jodhaa Akbar                         |
| 2011 | Награда Скрин за Џоди бр. 1 | Guzaarish (заједно са Ајшварјом Раи) |
| 2012 | Најбоља филмска постава     | Zindagi Na Milegi Dobara             |

### Награда Zee Cine
- 2001: Награда Zee Cine за најбољи мушки деби за филм Kaho Naa... Pyaar Hai[260]
- 2001: Награда Zee Cine за најбољег глумца за филм Kaho Naa... Pyaar Hai[260]
- 2004: Награда Zee Cine за најбољег мушког глумца за филм Koi... Mil Gaya[260]
- 2004: Награда Zee Cine по избору жирија за најбољег глумца за филм Koi... Mil Gaya[260]
- 2007: Награда Zee Cine за најбољег глумца за филм Krrish[260]
- 2011: Награда Zee Cine по избору критичара за најбољег глумца за филм Guzaarish[260]

Номиннација
- 2017: Награда Zee Cine за најбољег глумца за филм Kaabil

### Боливудска филмска награда
- 2001: Боливудска филмска награда за најбољи мушки деби за филм Kaho Naa... Pyaar Hai
- 2001: Боливудска филмска награда за најбољег глумца за филм Kaho Naa... Pyaar Hai
- 2002: Боливудска филмска награда за најбољег споредног глумца за филм Kabhi Khushi Kabhie Gham
- 2004: Боливудска филмска награда по избору критичара за најбољег глумца за филм Koi... Mil Gaya
- 2004: Боливудска филмска награда за најбољег глумца за филм Koi... Mil Gaya
- 2007: Боливудска филмска награда за најбољег глумца за филм Dhoom 2

### Награда Stardust
- 2005: Награда Stardust по избору уредника за најбољи перформанс за филм Lakshya[261]
- 2009: Награда Stardust за мушку звезду године за филм Jodhaa Akbar
- 2011: Награда Stardust за најбољег глумца у драми Guzaarish
- 2012: Награда Stardust за најбољег глумца у драми Zindagi Na Milegi Dobara
- 2013: Награда Stardust за најбољег глумца у драми Agneepath[262][263]

### Награда Удружења Бенгалских филмских новинара
- 2001: Најбољи глумац, за филм Fiza[264]
- 2007: Награда Удружења Бенгалских филмских новинара, Најбољи глумац, за филм Krrish[265]

### Награда BIG Star Entertainment
- 2013: Најбољи глумац у акционом филму, за филм Krrish 3[266][267]

### Награда Апсара филмских и телевизијских продуцената
- 2004: Награда Апсара за најбољег глумца за филм Koi... Mil Gaya[268]
- 2008: Награда ARY Style Icon након што је изабран за стилску икону од стране пакистанске публике.[269]
- 2009: Награда Апсара за најбољег глумца за филм Jodhaa Akbar[270]
- 2011: Кинематографска изврсност (мушкарац) за филм Guzaarish[271]

### Интернационални филмски фестивал Голден Минбар
- 2008: Интернационални филмски фестивал Голден Минбар за муслимански биоскоп (Казањ, Русија), Награда за најбољег глумца за филм Jodhaa Akbar[272]

### Друге филмске награде
- 2000: Награда Сансуи, Најбољи деби за филм Kaho Naa... Pyaar Hai[255]
- 2001: Награда Аширвад, Најбољи глумац за филм Kaho Naa... Pyaar Hai[273]
- 2001: Награда Калашри, Најбољи глумац за филм Kaho Naa... Pyaar Hai[273]
- 2001: Боливудска награда по избору народа, Најбољи мушки деби за филм Kaho Naa... Pyaar Hai[274]
- 2001: Награда Скрин Видеокон, Најбољи мушки деби за филм Kaho Naa... Pyaar Hai[275]
- 2001: Награда Скрин Видеокон, Најбољи глумац за филм Kaho Naa... Pyaar Hai[275]
- 2003: Награда Сансуи, Најбољи глумац за филм Koi... Mil Gaya[276]
- 2004: Награда Анадлок, Најбољи глумац за филм Koi... Mil Gaya[273]
- 2004: Азијска Гилд награда, Најбољи глумац за филм Koi... Mil Gaya[273]
- 2004: Награда деце, Најбољи глумац за филм Koi... Mil Gaya[273]
- 2004: Награда FICCI кућа славних, Најбољи глумац за филм Koi... Mil Gaya[277]
- 2004: Награда Рупа Филмгоер, Најбољи глумац за филм Koi... Mil Gaya[256]
- 2007: Боливудска награда по избору народа: Најбољи глумац за филмове Krrish и Dhoom 2[278]
- 2007: Награда GIFA за најбољег глумца за филм Krrish[279]
- 2007: Награда Анадлок, Најбољи глумац за филм Krrish[280]
- 2012: Награда Lions по избору критичара за омиљеног глумца — Agneepath[281]

Номинација
- 2011: Музичка награда Мирчи за будућег мушког вокалисту године за песму Senorita у филму Zindagi Na Milegi Dobara[282]

### Друге награде
- 2001: Награда Индијско-америчког друштва, Награда за младу успешну фигуру[256]
- 2001: Награда NSPCC, Награда за младу успешну фигуру за филм Kaho Naa... Pyaar Hai[256]
- 2004: Chhoton Ka Funda Awards, Chhoton Ka Funda Dhishum Dhishum Doley Sholay Award for swashbuckling muscle and action display for Koi... Mil Gaya[273]
- 2004: Награда Chhoton Ka Funda, Награда за плесни перформанс у песми It's Magic за филм Koi... Mil Gaya[273]
- 2004: Награда фондације Сајог, за филм Koi... Mil Gaya[283]
- 2004: Награда Пого, Најневероватнији плесач[тражи се извор]
- 2004: Награда Боливуд фешн, Мушка стилска позната личност[тражи се извор]
- 2005: Награда MTV Immies, Најбољи мушки перформанс у песми — Main Aisa Kyon Hoon
- 2006: Награда Idea Zee F, Млада стилска икона у филмовима[284]
- 2006: Боливудска награда по избору народа, Најбољи глумац[285]
- 2007: Филмска личност 2006. године[286]
- 2007: Награда MTV Lycra Style, Најстилизованији човек за филм Dhoom 2[287]
- 2007: Награда MTV Lycra Style Awards, Најстилизованији пар, заједно са Ајшварјом Раи за филм Dhoom 2[287]
- 2007: Награда MTV Lycra Style Awards, Најстилизованије тело[287]
- 2007: Награда MTV Lycra Style, Најстилизованији нови изглед[287]
- 2009: Награда за индијску младу икону: Индијска млада икона године за свој допринос на пољу забаве.[288]
- 2013: Награда Хело! магазина Кућа славних, Забављач године[тражи се извор]
- 2013: GQ награда за мушкарца године, Кинематографска икона године[тражи се извор]
- 2014: Никелодеонова награда по избору деце у Индији за најбољег плесача[289]
- 2017: Награда Кућа славних[тражи се извор]

### Одликовања и признања
- Марта 2001, нашао се на другом месту Форбсове листе најмоћнији индијских филмских звезда.[290]
- Августа 2001. године, овенчан је Наградом националног грађана за свој допринос индијској филмској сцени.
- Године 2003, добио је Награду Авада Самана од стране владе Утара Прадеша за свој истакнути допринос индијској филмској сцени.[291]
- Године 2004, овенчан је Наградом Раџив Ганди за младу успешну фигуру.[273]
- Маја 2006. године, додељено му је престижно признање Сахара Авада Самана на свечаној церемонији у Лакнауу.[292]
- Децембра 2006. године, награђен је током Интернационалног филмског фестивала Индије (енгл. International Film Festival of India, IFFI) у Панаџију за свој допринос савременом биоскопу.[293]
- Фебруара 2009. године, нашао се међу 10 добитника награде IIFA-FICCI Frames за „најмоћније забављаче деценије”.[294]
- Године 2009. назван је фантастичним плесачем од стране часописа Лос Анђелес.
- Изабран је за најпожељнијег човека у Индији за 2010. годину.
- Дана 20. јануара 2011, постављена је његова воштана фигура у природној величини у престижном лондонском музеју воштаних фигура Мадам Тусо, што га чини петим индијским глумцем који је добио воштану фигуру у том музеју.[295]
- Године 2011, изгласан је за „Најсекси Азијата на свету” од стране Истерн Ај Виклија.[296]
- Фебруара 2012. године, изгласан је за „Највољенију звезду”.[297]
- Дана 5. децембра 2012. године, откривена је воштана фигура Рошана у музеју Мадам Тусо у Вашингтону.[298][299]
- Децембра 2012. године, по други пут заредом је крунисан титулом „Најсекси Азијат на свету” од стране Истерн Ај Виклија.[300]
- Децембра 2014. године, изгласан је за најсекси Азијата и то по трећи пут у четири године.[301]
- Јануара 2018. године, изгласан је за најзгоднијег глумца на свету на веб-сајту где већи део интернет саобраћаја долази из Индије.[302][303]